# Шадрін Роман Олександрович
Шадрін Роман Олександрович (рос. Шадрин Роман Александрович; нар. 23 лютого 1967, станиця Кутейніковська, Росія — 29 серпня 2021) — радянський та російський офіцер, генерал-майор (з 2006, за іншими даними — 2008, року), герой Росії (1995 рік). Під час російсько-української війни служив заступником так званого «міністра державної безпеки ЛНР».
Підозрюваний у скоєнні низки тяжких злочинів на території України.

## Біографія
Народився 23 лютого 1967 року у станиці Кутейніковській, Зимовніковський район, Ростовська область РСФСР.
Отримав вищу військову освіту у Краснопрапорному вищому командному танковому училщі (1984—1988), Військовій академії ім. Фрунзе (1998).
Починаючи з 1988 року служив у Групі радянських військ в Німеччині — командиром танкового взводу, роти, заступник командира розвідувального мотострілецького батальйону. З 1993 року служив у Північно-Кавказькому військовому окрузі.
Брав участь у першій та другій чеченських війнах на боці федеральних сил. Нагороджений указом Президента РФ № 1112 від 01.12.1995 званням Героя Російської Федерації.
В 1999 році призначений начальником розвідки 102-ї військової бази ЗС РФ (Гюмрі, Вірменія).
У 1999—2002 роки служив начальником штабу, потім командиром 503-го гвардійського мотострілецького полку (Північно-Кавказький військовий округ).
У 2002—2003 роках призначений військовим комендантом м. Аргун.
У 2003—2004 роках служив командиром 207-ї комендантської тактичної групи (Чеченська республіка).
У 2004—2005 роки був заступником військового комісара Калузької області, а потім начальником групи оперативного управління з боротьби з тероризмом, Північно-Кавказький округ внутрішніх військ (Волгоград).
У 2005—2012 роки — заступник з надзвичайних ситуацій командувача Уральським регіональним командуванням ВВ МВС Росії (Єкатеринбург).
З 2012 року — атаман П'ятого відділу єкатеринбурзького окремого казачого товариства «Ісетська лінія».
В 2013 — начальник міжрегіонального управління ФС з оборонного замовлення по УрФО, депутат Єкатеринбурзької міської Думи від партії «Єдина Росія». Невдовзі склав повноваження депутата у зв'язку з «тривалим відрядженням».
Починаючи з 2014 року бере участь в управлінні російським терористичним угрупуванням в Луганській області, де фактично очолив контррозвідку.
Одружений, має чотирьох дітей.

### Російсько-українська війна
Вперше ім'я Романа Шадріна було згадане в офіційних документах у доповіді Служби безпеки України в липні 2015 року. Серед інших згаданих російських військових були:
- генерал-майор Олег Цеков (або Турнов),
- генерал-майор Валерій Солодчук,
- генерал-майор Сергій Кузовльов,
- генерал-майор Олексій Завізьон.

Крім того, військовим радником в так званій «ЛНР» був названий полковник Анатолій Баранкевич, колишній «міністр оборони» Південної Осетії.
Головною військовою прокуратурою повідомлено про підозру громадянину Російської Федерації, генерал-майору Збройних Сил Російської Федерації Роману Шадріну у вчиненні злочинів, передбачених ч. 1 ст. 258-3 (участь у терористичній організації), ч. 2 ст. 28, ч. 2 ст. 437 (ведення агресивної війни), ч.1 ст. 438 (віддання наказів про вчинення жорстокого поводження з цивільним населенням) КК України.
Зібраними у кримінальному провадженні доказами встановлено, що Роман Шадрін у період із жовтня 2014 року по серпень 2015 року, діючи за попередньою змовою з іншими представниками влади та службовими особами Збройних Сил Російської Федерації, перебуваючи на посаді так званого заступника міністра «Міністерства державної безпеки» терористичної організації «ЛНР», брав участь у веденні агресивної війни проти України.
Зокрема, шляхом віддання наказів учасникам терористичної організації «ЛНР», які знаходилися у його підпорядкуванні, він організовував артилерійські обстріли позицій Збройних Сил України та інших військових формувань, які залучені до проведення антитерористичної операції на території Луганської області.
Крім того, всупереч вимогам міжнародного гуманітарного права Роман Шадрін організував викрадення цивільних осіб, у тому числі громадян Російської Федерації, їх подальше незаконне ув'язнення, застосування фізичного насильства та іншого жорстокого поводження з ними.
Підозрюваний оголошений у розшук, готується клопотання про надання дозволу на затримання з метою приводу для участі в розгляді клопотання про обрання запобіжного заходу у вигляді тримання під вартою.

## Смерть
Помер 29 серпня 2021 року від онкологічної хвороби.